# Charles Marenghi
Charles Marenghi was een Franse fabrikant van kermisorgels. Hij begon zijn carrière in de beroemde orgelfabriek van Gavioli & Cie te Parijs. 

## Geschiedenis
In 1900 was hij werkplaatschef bij Gavioli & Cie. Na de troebelen tussen de vennoten besloot hij zijn eigen bedrijf te beginnen in 1903 in een oude fabriek aan de Avenue de Taillebourg in de buurt van de Place de la Nation in Parijs. Zijn producten hadden een sterke gelijkenis met de orgels Gavioli, maar hij voegde verscheidene van zijn eigen uitvindingen toe, zoals de "Grélotophone" (Kattebellen), waarvoor hij in 1914 patent kreeg. Hij verkocht veel draaiorgels, vooral naar het Verenigd Koninkrijk, waar enkele van zijn beste instrumenten nog steeds te zien zijn.
In 1920 werd het bedrijf nog een aantal jaren voortgezet door Charles Gaudin, die in de laatste jaren alleen nog maar dansorgels liet vervaardigen.
In Museum Dansant te Hilvarenbeek bevindt zich naar verluidt een van de oudste, zo niet de oudste Marenghi die ooit gebouwd is.